# سیارک ۱۴۳۸۲
سیارک ۱۴۳۸۲ (به انگلیسی: 14382 Woszczyk، نامگذاری:1990ES6) چهارده هزار و سیصد و هشتاد و دومین سیارک کشف شده‌است که در ۲ مارس ۱۹۹۰ کشف شد.
قدر مطلق سیارک برابر ۳۸.۹ است.